# Matteo Camera
Matteo Camera (Amalfi, 20 novembre 1807 – Salerno, 2 dicembre 1891) è stato uno storico, antiquario e numismatico italiano.

## Biografia
Ha pubblicato lavori su vari aspetti della storia dell'Italia meridionale ed in particolare sulla storia di Amalfi.
Ha scoperto un denaro del XIII secolo con la legenda civitas amalfia.
Tra le sue pubblicazioni Gli annali delle due Sicilie, Giovanna I e Carlo III di Durazzo e le Memorie storico diplomatiche di Amalfi con all'interno un saggio sul tarì di Amalfi. È anche autore della Istoria della città e costiera di Amalfi, pubblicata a Napoli nel 1836.